# مانیتور (کشتی)

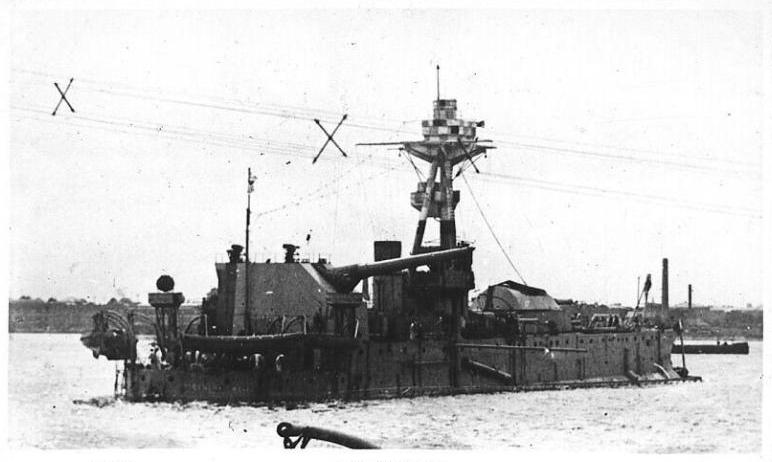
مانیتور کلاس لرد کلایو که بزرگترین و خطرناکترین مانیتور ساخته‌شده می‌باشد و توسط نیروی دریایی پادشاهی بریتانیا مورد استفاده قرار گرفته‌است.

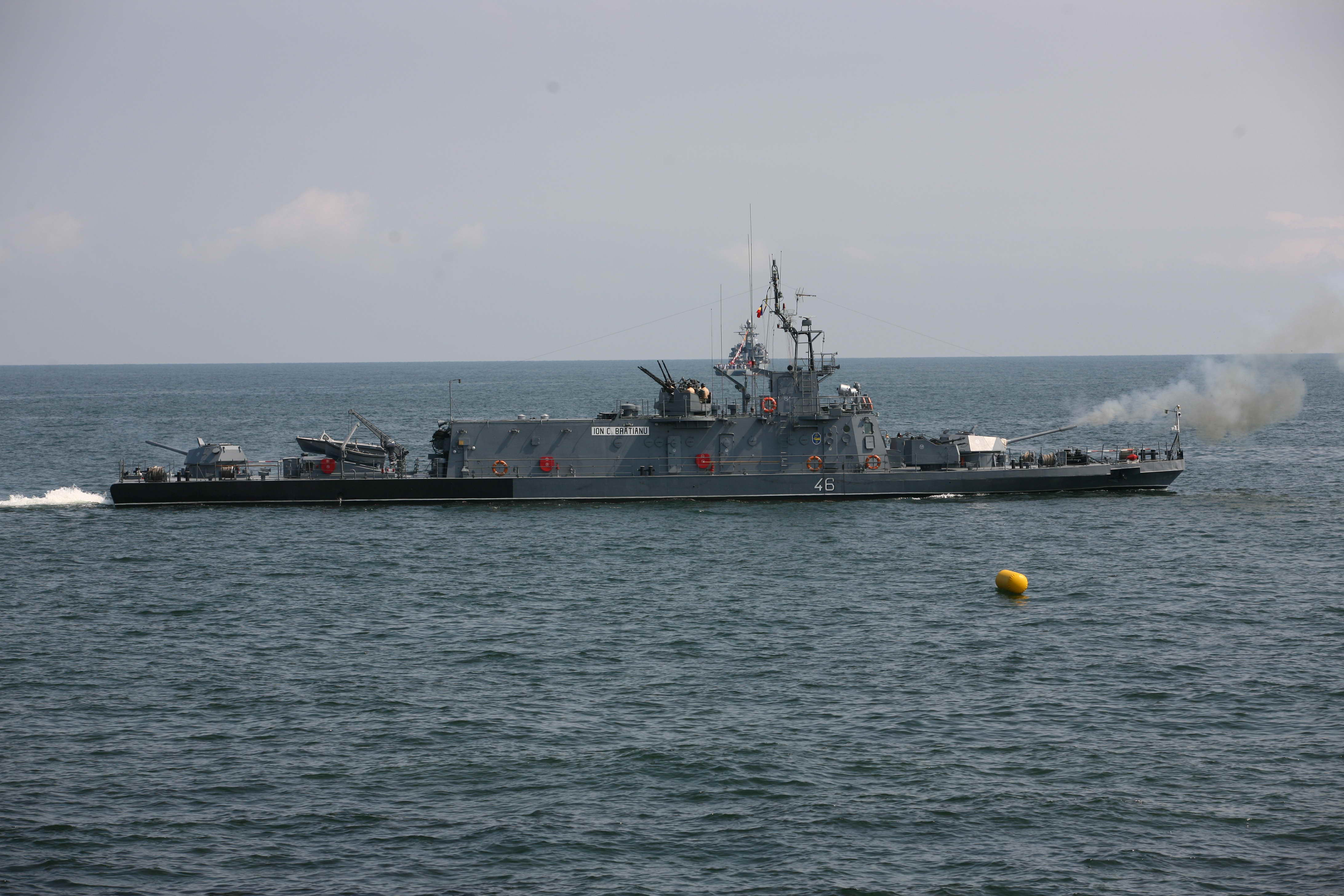
یک مانیتور مدرن نیروی دریایی رومانی

مانیتور گونه‌ای از شناورهای نسبتاً کوچک جنگی بودند که حد فاصل مقاومت زرهی آیرونکلادها و قایق‌های جنگی سریع بودند و توپ‌های جنگی بزرگی را با خود حمل می‌کردند. این شناورها غالباً در سواحل و آب‌های کم عمق مورد استفاده قرار می‌گرفتند. این گونه از شناورها، از دهه ۱۸۶۰ (میلادی) تا پایان جنگ جهانی دوم، مورد استفاده برخی کشورها قرار گرفت. آخرین بکارگیرندهٔ آنها نیز نیروی دریایی آمریکا بود که در جنگ ویتنام از آنها استفاده نمود.
نخستین مانیتور را جان اریکسون در سال ۱۸۶۱ (میلادی) اختراع کرد و آن را یواس‌اس مانیتور نام گذاشت. این شناور به منظور ایجاد اختلال در تردد کشتی‌های پشتیبانی ایالات مؤتلفه آمریکا با صرف کمترین هزینه، طراحی ساخته شد. اریکسون، چند سال بعد به کشور خود بازگشت و نخستین مانیتور اروپا را در سوئد ساخت.